# Coupe d'Asie féminine de football des moins de 20 ans
La Coupe d'Asie féminine de football des moins de 20 ans (AFC U-20 Women's Asian Cup en anglais) (appelé Championnat d'Asie de football féminin des moins de 19 ans, AFC U-19 Women's Championship en anglais jusqu'à l'édition 2019 incluse) est une compétition continentale organisée en Asie par la Confédération asiatique de football (AFC) et opposant les sélections de football féminin des moins de 20 ans. Le championnat est disputé tous les deux ans depuis 2002. 
La compétition sert également de tournoi qualificatif pour désigner les équipes asiatiques participant à la Coupe du monde de football féminin des moins de 20 ans.

## Palmarès
| Édition | Année | Vainqueur                                    | Finaliste                                    | Troisième                                    | Hôte                                         |
| ------- | ----- | -------------------------------------------- | -------------------------------------------- | -------------------------------------------- | -------------------------------------------- |
| 1re     | 2002  | Japon                                        | Taïwan                                       | Chine                                        | Inde                                         |
| 2e      | 2004  | Corée du Sud                                 | Chine                                        | Corée du Nord                                | Chine                                        |
| 3e      | 2006  | Chine                                        | Corée du Nord                                | Australie                                    | Malaisie                                     |
| 4e      | 2007  | Corée du Nord                                | Japon                                        | Chine                                        | Chine                                        |
| 5e      | 2009  | Japon                                        | Corée du Sud                                 | Corée du Nord                                | Chine                                        |
| 6e      | 2011  | Japon                                        | Corée du Nord                                | Chine                                        | Vietnam                                      |
| 7e      | 2013  | Corée du Sud                                 | Corée du Nord                                | Chine                                        | Chine                                        |
| 8e      | 2015  | Japon                                        | Corée du Nord                                | Corée du Sud                                 | Chine                                        |
| 9e      | 2017  | Japon                                        | Corée du Nord                                | Chine                                        | Chine                                        |
| 10e     | 2019  | Japon                                        | Corée du Nord                                | Corée du Sud                                 | Thaïlande                                    |
| -       | 2022  | Annulée en raison de la pandémie de Covid-19 | Annulée en raison de la pandémie de Covid-19 | Annulée en raison de la pandémie de Covid-19 | Annulée en raison de la pandémie de Covid-19 |
| 11e     | 2024  | Corée du Nord                                | Japon                                        | Australie                                    | Ouzbékistan                                  |